# Så e de me de
Så e de me de är ett musikalbum från 2012 av Jonas Lundqvist. Det är hans första album i eget namn efter att ha släppt ADHD 2007 under namnet "Jonas Game". Samtliga låtar på albumet producerades av Rasmus Hägg. Albumet släpptes av managementbolaget Moondog Entertainment genom skivbolaget Universal.

## Låtlista
| Nr  | Titel             | Text            | Musik                        | Längd |
| --- | ----------------- | --------------- | ---------------------------- | ----- |
| 1.  | Sanktas           | Jonas Lundqvist | Rasmus Hägg                  | 4:47  |
| 2.  | Alla för sig      | Jonas Lundqvist | Rasmus Hägg                  | 4:18  |
| 3.  | Tänker på dig     | Jonas Lundqvist | Rasmus Hägg                  | 6:04  |
| 4.  | Hög över husen    | Jonas Lundqvist | Jonas Lundqvist, Rasmus Hägg | 4:55  |
| 5.  | Rum i Göteborg    | Jonas Lundqvist | Rasmus Hägg                  | 5:02  |
| 6.  | Oh la la          | Jonas Lundqvist | Rasmus Hägg                  | 4:24  |
| 7.  | La la oh          | Jonas Lundqvist | Rasmus Hägg                  | 1:23  |
| 8.  | Krökta ryggar     | Jonas Lundqvist | Rasmus Hägg                  | 5:06  |
| 9.  | Du, drömmar & jag | Jonas Lundqvist | Rasmus Hägg                  | 4:41  |
| 10. | Så e de me de     | Jonas Lundqvist | Rasmus Hägg                  | 6:33  |